# Goethella
Goethella is een geslacht van vliesvleugeligen uit de familie Eulophidae. De wetenschappelijke naam van dit geslacht is voor het eerst geldig gepubliceerd in 1928 door Girault.

## Soorten
Het geslacht Goethella is monotypisch en omvat slechts de volgende soort:
- Goethella asulcata Girault, 1928